# Potta

Dampotta av flintporslin, 1790-tal, Rörstrand - Skoklosters slott

Nattstol (potta) i form av låda från 1700- talet på Skoklosters slott.

Potta, stundom nattkärl, är ett kärl avsett för urin och avföring. De var förr vanliga nattetid då man inte ville ta sig till utedasset. Nattkärlen förvarades antingen under sängen eller i ett särskilt så kallat pottskåp. De började försvinna under 1800-talet i takt med att allt fler fick tillgång till toalett inomhus.
Idag används pottor främst av små barn under potträning, i en övergångsfas mellan att använda blöjor och att använda toaletten. Det förekommer även att pottor används av personer med vissa rörelsehinder eller i fritidshus eller andra boenden där toaletter saknas.